# Morso (equitazione)

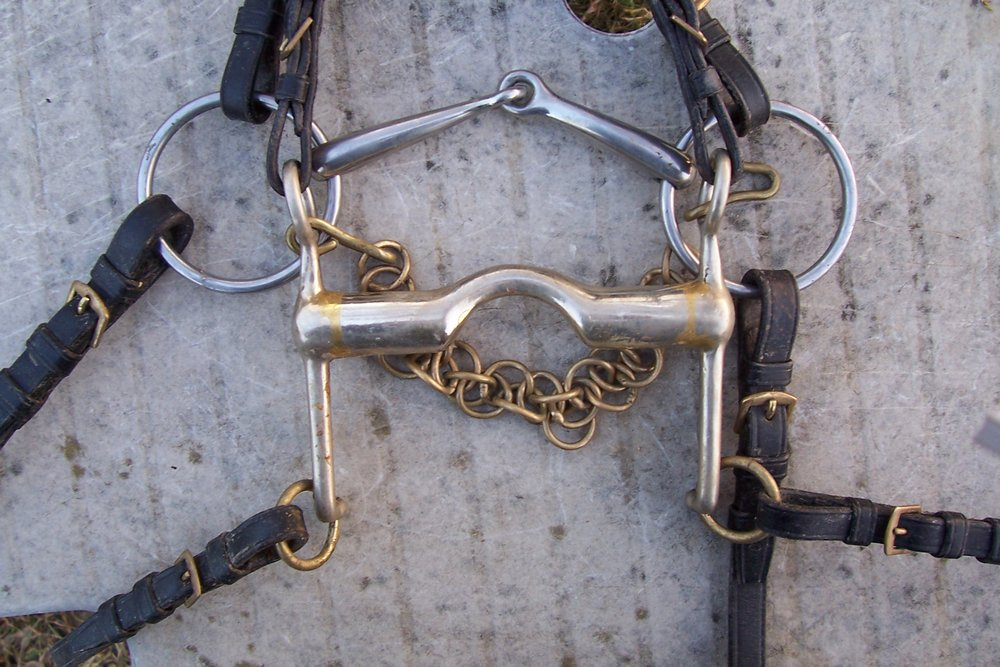
Morso classico e filetto usati nella doppia redine per il dressage ad alto livello. Sia il morso, che il filetto sono collegati a montanti e a redini. La redine del filetto è leggermente più larga

Un morso è un'imboccatura usata per cavalcare, basata su un'azione a leva, che fa parte dei finimenti. Comprende i Pelham oltre ai tradizionali morsi a leva utilizzati prevalentemente nella monta all'americana. Anche i Kimberwicke sono morsi modificati, e un morso viene utilizzato insieme a un filetto nella doppia redine obbligatoria per il dressage ad alto livello.
In genere, un morso è più severo di un normale filetto, anche se i fattori che determinano la severità di un morso sono molti.

## Struttura del morso
Un'imboccatura a morso consiste di un pezzo boccale, in un barbozzale in generale suddiviso in due elementi: barbozzale da morso (a cui abbiamo accennato), o barbozzale secondario (situato sotto il mento), che aiuta ad evitare l'uscita del morso stesso dalla bocca del cavallo e di due aste o guardie, con un anello ad ognuna delle due estremità. Il Pelham ha un ulteriore anello vicino al pezzo boccale.

## Aspetti dell'anatomia della bocca del cavallo
Il morso agisce sulla bocca del cavallo, in corrispondenza delle barre. In questa zona, la mandibola è priva di denti ed ha una larghezza molto ridotta e molto inferiore a quella della lingua. Il pezzo boccale del morso viene inserito al di sopra della lingua, e preme attraverso la lingua sulle barre. L'osso mandibolare, sulle barre, è coperto solo da un sottile strato di gengiva.
Tutte le parti della bocca del cavallo sono dotate di elevata sensibilità.

## Azione del morso
Un morso agisce su diverse parti della bocca del cavallo:
- Sulle barre: la pressione, applicata dal pezzo boccale, è direttamente proporzionale alla lunghezza delle aste. Viene ulteriormente aumentata dalla presenza del barbazzale e dall'altezza del ponte.
- Sulla lingua: la pressione, applicata dal pezzo boccale, è in relazione con lo spessore e con il tipo di pezzo boccale.
- Sul palato: viene applicata solo se il pezzo boccale ha un ponte alto.
- Sul solco del mento: applicata dal barbazzale quando si agisce sulla redine del morso.
- Sui lati della mascella: un morso può aggiungere anche una certa pressione sui lati della mascella, a causa della sua lunghezza, che è attualmente il morso più utilizzato nell'equitazione moderna o nelle semplici gite equestri.

La severità dell'azione di un morso a leva ne sconsiglia l'uso da parte di qualsiasi cavaliere che non abbia una mano estremamente leggera in qualsiasi circostanza (compresi gli eventi inaspettati come una brusca accelerazione del cavallo o una perdita di equilibrio accidentale). Nel caso di una caduta, se il cavaliere resta aggrappato alle redini il morso a leva può provocare gravi lesioni alle barre, fino alla frattura della mandibola. Robert Cook ha scritto degli articoli sull'anatomia della bocca del cavallo e sull'azione del morso.

## Le aste
Un morso è un'imboccatura a leva, capace cioè di trasformare la tensione applicata dal cavaliere sulle redini in una intensa pressione localizzata.  Al contrario di quanto avviene con un filetto, la tensione della redine viene moltiplicata di varie volte dall'azione di leva,  in funzione della lunghezza delle aste.
Il rapporto fra asta superiore - la parte fra l'anello superiore e il pezzo boccale - e asta inferiore - la parte fra pezzo boccale e anello inferiore - ha un importante effetto sulla severità del morso. Un elevato rapporto fra asta inferiore e asta superiore aumenta l'effetto di leva, e quindi la pressione, sul pezzo boccale e quindi sulle barre. Un basso rapporto (ossia un'asta superiore relativamente lunga) aumenta la pressione sulla nuca, senza aumentare di molto la pressione sulle barre.
La lunghezza delle aste va dai 5 cm circa a oltre 12 cm, ma in genere è inferiore ai 10 cm.

## Il pezzo boccale
La conformazione del pezzo boccale di un morso controlla la pressione sulla lingua, sul palato e sulle barre. Un pezzo boccale liscio trasferisce più pressione sulle barre e sulla lingua. Un ponte (una curvatura della porzione centrale del pezzo boccale, con una concavità verso il basso) aumenta la pressione sulle barre, ma lascia uno spazio per la lingua. Un ponte alto può agire sul palato nel momento che lo tocca, e questo contatto può funzionare come fulcro di una leva, amplificando la pressione sulle barre.
I pezzi boccali snodati aumentano la pressione sulle barre nei punti di snodo.

## Il barbozzale
Il barbozzale applica una pressione sul solco mentoniero, sotto la guancia del cavallo. Amplifica la pressione sulle barre, perché, quando si tende, agisce come il fulcro di una leva.

## Sistemare il morso
I morsi sono in genere sistemati più in basso di un filetto, vicino o in corrispondenza degli angoli della bocca. Più in basso viene sistemato il morso, più la sua azione è severa, perché le barre diventano più sottili e quindi la pressione è più concentrata.
Il barbozzale deve essere regolato correttamente, sistemandolo piatto sul solco mentoniero, in modo che inizi ad agire solo quando il morso è ruotato di almeno 45 gradi.